# Julio Segundo
Julio Segundo (Panamá, Panamá, 26 de septiembre de 1993) es un futbolista panameño. Juega como mediocampista.

## Trayectoria
Inició su carrera en la cantera del San Francisco. Con este club hizo su debut como profesional en 2009 ante Chorrillo. Ese mismo año fue elegido por el Manchester City para entrenar 10 días con este equipo en Inglaterra.
En agosto de 2010 fue presentado por Sport Boys de la Primera División del Perú. Pero días después el jugador tuvo que regresar a su país al no cumplir unas normas de la FIFA por ser menor de edad, jugando en el Atlético Chiriquí hasta el año siguiente.
En 2012 fue fichado por el Skonto de la Virslīga letona.

## Selección nacional

### Categorías inferiores
Ha sido convocado por selección Sub-20 de Panamá para disputar diferentes torneo regionales.

### Participaciones en selección nacional
| Copa                    | Categoría | Sede       | Resultado        | Partidos | Goles |
| ----------------------- | --------- | ---------- | ---------------- | -------- | ----- |
| Campeonato Sub-20 2011  | Sub-20    | Guatemala  | Cuarto lugar     | 2        | 0     |
| Juegos Centroamericanos | Sub-20    | Costa Rica | Primera fase     | 1        | 0     |
| Campeonato sub-20 2013  | Sub-20    | México     | Cuartos de final | 3        | 0     |

## Clubes
| Club          | País    | Año       |
| ------------- | ------- | --------- |
| San Francisco | Panamá  | 2009-2011 |
| Sport Boys    | Perú    | 2011-2012 |
| Skonto        | Letonia | 2012-2013 |
| Veria         | Grecia  | 2013-2015 |
| CAI           | Panamá  | 2014      |
| San Francisco | Panamá  | 2014      |
| Sport West    | Panamá  | 2016-act. |

## Palmarés

### Títulos nacionales
| Título          | Club             | País    | Año  |
| --------------- | ---------------- | ------- | ---- |
| Copa de Letonia | Skonto Riga FC   | Letonia | 2012 |
| LPF Apertura    | San Francisco FC | Panamá  | 2014 |